# Distretti del Pakistan
I distretti del Pakistan sono la suddivisione territoriale di secondo livello del Paese, dopo i soggetti federali rappresentati da province e territori. Ciascun distretto si articola ulteriormente in sottodistretti (tehsil) e comuni.
Di seguito, ordinato per province, l'elenco dei distretti e dei relativi sottodistretti (tehsil) e centri abitati:

## Lista
Territorio della capitale Islamabad
- Islamabad

 Provincia della Frontiera del Nord Ovest 
| Distretti                     | Sottodistretti                                                              |
| ----------------------------- | --------------------------------------------------------------------------- |
| Distretto di Chitral          | Chitral - Drosh - Lutkoh - Mastuj - Turkoh - Mulkoh                         |
| Distretto di Upper Dir        | Dir - Barawal - Kohistan - Wari - Khall                                     |
| Distretto di Lower Dir        | Temergara - Balambat - Lalqila - Adenzai - Munda - Samarbagh (Barwa)        |
| Distretto di Bunner           | Daggar-Buner                                                                |
| Distretto di Swat             | Swat - Matta                                                                |
| Distretto di Shangla          | Alpuri - Besham - Chakesar - Martung - Puran                                |
| Distretto di Malakand         | Swat Ranizai - Sam Ranizai                                                  |
| Distretto di Kohistan         | Dassu - Pattan - Palas                                                      |
| Distretto di Batagram         | Batagram - Allai                                                            |
| Distretto di Mansehra         | Mansehra - Balakot - Oghi - area tribale aggregata al Distretto di Mansehra |
| Distretto di Abbottabad       | Abbottabad                                                                  |
| Distretto di Haripur          | Haripur - Ghazi                                                             |
| Distretto di Mardan           | Mardan - Takht Bhai                                                         |
| Distretto di Swabi            | Swabi - Lahore                                                              |
| Distretto di Charsadda        | Charsadda - Tangi                                                           |
| Distretto di Peshawar         | Peshawar                                                                    |
| Distretto di Nowshera         | Nowshera                                                                    |
| Distretto di Kohat            | Kohat - Lachi                                                               |
| Distretto di Hangu            | Hangu                                                                       |
| Distretto di Karak            | Karak - Banda Daud Shah - Takht-E-Nasrati                                   |
| Distretto di Bannu            | Bannu                                                                       |
| Distretto di Lakki Marwat     | Lakki Marwat                                                                |
| Distretto di Dera Ismail Khan | Dera Ismail Khan - Daraban - Paharpur - Kulachi                             |
| Distretto di Tank             | Tank                                                                        |

 Punjab 
| Distretti                    | Sottodistretti                                                                           |
| ---------------------------- | ---------------------------------------------------------------------------------------- |
| Distretto di Attock          | Attock - Hassanabdal - Fateh Jang - Pindi Gheb - Jánd                                    |
| Distretto di Rawalpindi      | Rawalpindi - Taxila - Kahuta - Murri - Kotli Sattian - Gujar Khan                        |
| Distretto di Jhelum          | Jhelum - Sohawa - Pind Dadan Khan - Dina                                                 |
| Distretto di Chakwal         | Chakwal - Talagang - Choa Saidan Shah                                                    |
| Distretto di Sargodha        | Sargodha - Sillanwali - Bhalwal - Shahpur - Sahiwal - Kot Momin                          |
| Distretto di Bhakkar         | Mankera - Kalur Kot - Bhakkar - Darya Khan                                               |
| Distretto di Khushab         | Khushab - Nurpur                                                                         |
| Distretto di Mianwali        | Mianwali - Isa Khel - Piplan                                                             |
| Distretto di Faisalabad      | Faisalabad City - Faisalabad Saddar - Chak Jhumra - Sammundri - Jaranwala - Tandlianwala |
| Distretto di Jhang           | Chiniot - Jhang - Shorkot                                                                |
| Distretto di Toba Tek Singh  | Toba Tek Singh - Kamalia - Gojra                                                         |
| Distretto di Gujranwala      | Wazirabad - Gujranwala City - Gujranwala Saddar - Nowshera Virkan - Kamoki               |
| Distretto di Hafizabad       | Hafizabad - Pindi Bhattian                                                               |
| Distretto di Gujrat          | Gujrat - Kharian - Sarai Alamgir                                                         |
| Distretto di Mandi Bahauddin | Mandi Bahauddin - Malikwal - Phalia                                                      |
| Distretto di Sialkot         | Sialkot - Daska - Pasrur                                                                 |
| Distretto di Narowal         | Narowal - Shakargarh                                                                     |
| Distretto di Lahore          | Lahore City - Lahore Cantonment                                                          |
| Distretto di Kasur           | Kasur - Chunian - Pattoki                                                                |
| Distretto di Okara           | Okara - Depalpur - Renala Khurd                                                          |
| Distretto di Sheikhupura     | Ferozewala - Nankana Sahib - Sheikhupura - Safdarabad                                    |
| Distretto di Vehari          | Vehari - Burewala - Mailsi                                                               |
| Distretto di Sahiwal         | Sahiwal - Chichawatni                                                                    |
| Distretto di Pak Pattan      | Pakpattan - Arifwala                                                                     |
| Distretto di Multan          | Multan City - Multan Saddar - Shujabad - Jalalpur Pirwala                                |
| Distretto di Lodhran         | Lodhran - Kahror Pacca - Dunyapur                                                        |
| Distretto di Khanewal        | Khanewal - Jehanian - Mian Channu - Kabirwala                                            |
| Distretto di Dera Ghazi Khan | Dera Ghazi Khan - Taunsa - De-ExArea of DGKhan                                           |
| Distretto di Rajanpur        | Rajanpur - Rojhan - Jampur - De-ExArea of Rajanpur                                       |
| Distretto di Layyah          | Leiah - Chaubara - Karor Lal Esan                                                        |
| Distretto di Muzaffargarh    | Muzaffargarh - Alipur - Jatoi - Kot Addu                                                 |
| Distretto di Bahawalpur      | Hasilpur - Bahawalpur - Yazman - Ahmadpur East - Khairpur Tamewali                       |
| Distretto di Bahawalnagar    | Minchinabad - Bahawalnagar - Fort Abbas - Haroonabad - Chishtian                         |
| Distretto di Rahim Yar Khan  | Liaquatpur - Khanpur - Rahim Yar Khan - Sadiqabad                                        |

 Sindh 
| Distretti                     | Sottodistretti                                                                                               |
| ----------------------------- | --- |
| Distretto di Jacobabad        | Jacobabad - Garhi Khairo - Thul - Kandhkot - Kashmor                                                         |
| Distretto di Shikarpur        | Shikarpur - Khanrpur - Garhi Yasin - Lakhi                                                                   |
| Distretto di Larkana          | Shahdadkot - Miro Khan - Rato Dero - Larkana - Dokri - Kambar - Warah                                        |
| Distretto di Sukkur           | Sukkur - Rohri - Pano Aqil - Salehpat                                                                        |
| Distretto di Ghotki           | Ghotki - Khangarh - Mirpur Mathelo - Ubauro - Daharki                                                        |
| Distretto di Khairpur         | Khairpur - Kingri - Sobhodero - Gambat - Kot Diji - Mirwah - Faiz Ganj - Nara                                |
| Distretto di Naushahro Feroze | Kandioro - Naushahro Feroze - Bhiria - Moro                                                                  |
| Distretto di Nawab Shah       | Sakrand - Nawab Shah - Daulatpur                                                                             |
| Distretto di Dadu             | Mehar - Khairpur Nathan Shah - Sehwan - Dadu - Johi - Kotri - Thano Bula Khan                                |
| Distretto di Hyderabad        | Hala - Matiari - Tando Allahyar - Hyderabad City - Latifabad - Hyderabad - Qasimabad - Tando Mohammad Khan   |
| Distretto di Badin            | Golarchi - Badin - Matli - Tando Bagho - Talhar                                                              |
| Distretto di Thatta           | Thatta - Mirpur Sakro - Keti Bunder - Ghorabari - Sujawal - Mirpur Bathoro - Jati - Shah Bunder - Kharo Chan |
| Distretto di Sanghar          | Sanghar - Sinjhoro - Khipro - Shahdadpur - Jam Nawaz Ali - Tando Adam                                        |
| Distretto di Mirpurkhas       | Mirpur Khas - Digri - Kot Ghulam Mohammad                                                                    |
| Distretto di Umerkot          | Umerkot - Samaro - Kunri - Pithoro                                                                           |
| Distretto di Tharparkar       | Chachro - Nagar Parkar - Diplo - Mithi                                                                       |
| Distretto di Karachi Est      | interamente urbano                                                                                           |
| Distretto di Karachi Ovest    | Karachi West                                                                                                 |
| Distretto di Karachi Sud      | interamente urbano                                                                                           |
| Distretto di Karachi Centro   | interamente urbano                                                                                           |
| Distretto di Malir            | Malir |

 Belucistan 
| Distretti                             | Sottodistretti                                                                   |
| ------------------------------------- | -------------------------------------------------------------------------------- |
| Distretto di Quetta                   | Quetta - Panjpai                                                                 |
| Distretto di Pashin                   | Pishin - Hurramzai - Barshore - Karezat - Bostan                                 |
| Distretto di Killa Abdullah           | Killa Abdullah - Gulistan - Chaman - Dobandi                                     |
| Distretto di Chagai                   | Nushki - Dalbandin - Chagai - Nokundi - Dak - Taftan                             |
| Distretto di LoraLai                  | Loralai-Bori - Mekhtar - Duki                                                    |
| Distretto di Barkhan                  | Barkhan                                                                          |
| Distretto di Musakhel                 | Musakhel - Kingri                                                                |
| Distretto di Killa Saifullah          | Killa Saifullah - Muslim Bagh - Loiband - Baddini                                |
| Distretto di Zhob                     | Zhob - Sambaza - Sherani - Qamar Din Karez - Ashwat                              |
| Distretto di Sibi                     | Sibi - Kutmandai - Sangan - Lehri                                                |
| Distretto di Ziarat                   | Ziarat - Harnai - Sinjawi                                                        |
| Distretto di Kohlu                    | Kohlu - Kahan - Mawand                                                           |
| Distretto di Dera Bughti              | Dera Bugti - Sangsillah - Sui - Loti - Phelawagh - Malam - Baiker - Pir Koh      |
| Distretto di Jaffarabad               | Jhat Pat - Panhwar - Usta Mohammad - Gandaka                                     |
| Distretto di Nasirabad                | Chattar - Tamboo - D M Jamali                                                    |
| Distretto di Kachhi                   | Dhadar - Bhag - Balanari - Sani - Khattan - Mach                                 |
| Distretto di Jhal Magsi (o di Kachhi) | Gandawa - Mirpur - Jhal Magsi                                                    |
| Distretto di Kalat                    | Kalat - Mangochar - Johan - Surab - Gazg                                         |
| Distretto di Mastung                  | Mastung - Kirdgap - Dasht - Khad Koocha                                          |
| Distretto di Khuzdar                  | Khuzdar - Zehri - Moola - Karakh - Nal - Wadh - Ornach - Saroona - Aranji        |
| Distretto di Awaran                   | Mashkai - Awaran - Jhal Jao                                                      |
| Distretto di Kharan                   | Kharan - Besima - Nag - Wasuk - Mashkhel                                         |
| Distretto di Lasbela                  | Bela - Uthal - Lakhra - Liari - Hub - Gadani - Sonmiani-Winder - Dureji - Kanraj |
| Distretto di Kech                     | Kech - Buleda - Zamuran - Hoshab - Balnigor - Dasht - Tump - Mand                |
| Distretto di Gwadar                   | Gwadar - Jiwani - Suntsar - Pasni - Ormara                                       |
| Distretto di Panjgur                  | Panjgur - Parome - Gichk - Gowargo                                               |

 Aree tribali di amministrazione federale 
| Distretti                                               | Sottodistretti                                                                                |
| ------------------------------------------------------- | --------------------------------------------------------------------------------------------- |
| Agenzia del Bajaur                                      | Barang - Charmang - Khar Bajaur - Mamund - Salarzai - Utmankhel (Qzafi) - Nawagai             |
| Agenzia del Khyber                                      | Bara - Jamrud - Landi Kotal - Mula Ghori                                                      |
| Agenzia del Mohmand                                     | Halimzai - Pindiali - Safi - Mohmand Superiore - Utman Khel (Ambar) - Yake Ghund - Pringhar   |
| Agenzia del Kurram                                      | Kurram Inferiore - Kurram Superiore - Kurram F R                                              |
| Waziristan del Nord                                     | Datta Khel - Dossali - Garyum - Ghulam Khan - Mir Ali - Miran Shah - Razmak - Spinwam - Shewa |
| Waziristan del Sud                                      | Ladha - Makin (Charlai) - Sararogha - Sarwekai - Tiarza - Wana - Toi Khullah - Birmal         |
| Agenzia dell'Orakzai                                    | Orakzai Centrale - Orakzai Inferiore - Orakzai Superiore - Ismailzai                          |
| Area tribale aggregata al Distretto di Peshawar         |                                                                                               |
| Area tribale aggregata al Distretto di Kohat            |                                                                                               |
| Area tribale aggregata al Distretto di Bannu            |                                                                                               |
| Area tribale aggregata al Distretto di Lakki Marwat     |                                                                                               |
| Area tribale aggregata al Distretto di Tank             |                                                                                               |
| Area tribale aggregata al Distretto di Dera Ismail Khan |                                                                                               |

 Azad Kashmir 
| Distretti                 | Sottodistretti                |
| ------------------------- | ----------------------------- |
| Distretto di Bhimber      | Bhimber, Burnala, Samahni.    |
| Distretto di Mirpur       | Mirpur, Akalgarh, Dudyal.     |
| Distretto di Sudhnoti     | Pullandri, Trarkhal, Balouch. |
| Distretto di Poonch       | Rawalakot, Abbaspur, Hajeera. |
| Distretto di Muzaffarabad | Muzaffarabad, Hattian.        |
| Distretto di Bagh         | Bagh, Dheerkot, Havaily.      |
| Distretto di Kotli        | Kotli, Nakiyal, Sehnsa.       |
| Distretto di Neelum       | Athmaqam, Sharda.             |

 Gilgit-Baltistan 
Questa è un ente autonomo settentrionale amministrato da Pakistan tramite un sistema governativo provinciale.
| Distretti             | Sottodistretti                  |
| --------------------- | ------------------------------- |
| Distretto di Gilgit   | Gilgit, Danyor.                 |
| Distretto di Ghizer   | Panyal, Ashkoman, Gopus, Yazin. |
| Distretto di Skardu   | Skardu, Rundo.                  |
| Distretto di Ghanshe  | Khapalo, Siachin.               |
| Distretto di Diamir   | Chilas, Darail Tangir.          |
| Distretto di Astore   | Idga                            |
| Distretto di Hunza    | Karimabad.                      |
| Distretto di Nagar    | Nagar                           |
| Distretto di Shigar   | Shigar                          |
| Distretto di Kharmang | Tolti                           |